# Augustus Saint-Gaudens
Augustus Saint-Gaudens (n. 1 martie 1848, Dublin – d. 3 august 1907, Cornish, New Hampshire) a fost un  sculptor americain.

## Biografie
Augustus Saint-Gaudens s-a născut la Dublin, la 1 martie 1848. Tatăl său era cizmar, originar din Aspet, în Pirineii francezi, iar mama sa era irlandeză. După o jumătate de an de la nașterea lui Augustus, familia a emigrat la New York, în Statele Unite ale Americii.
Din 1861, Saint-Gaudens a fost ucenic la un șlefuitor de camee și a urmat cursuri de artă la Union Cooper pentru Dezvoltarea Științei și Artei și la National Academy of Design din New York. După formarea sa, a călătorit în Europa pentru studierea artelor plastice. În 1867, a început să studieze la École nationale supérieure des beaux-arts din Paris. După trei ani, a plecat la Roma, unde a studiat, în următorii cinci ani, arta veche și arhitectura, primind și primele comenzi. La Roma a întâlnit-o pe Augusta Homer, studentă americană, care studia și ea artele plastice. Cei doi s-au căsătorit în 1877.
Augustus Saint-Gaudens a realizat numeroase monumente care glorifică eroii din Războiul de Secesiune, cum sunt  memorialul dedicat lui Robert Gould Shaw la Boston,  cel al generalului John A. Logan la Chicago și cel al lui William Tecumseh Sherman în Central Park.
Augustus Saint-Gaudens a desenat o monedă de aur cu valoarea nominală de 20 de dolari, în 1905-1907, cunoscută sub denumirea de Saint-Gaudens Double Eagle.

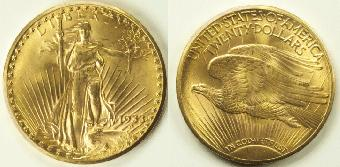
Double Eagle din 1933, desenat de Saint-Gaudens (duplicat)

A fost unul dintre cei șapte fondatori ai Academiei Americane de Artă și Litere, în 1904.

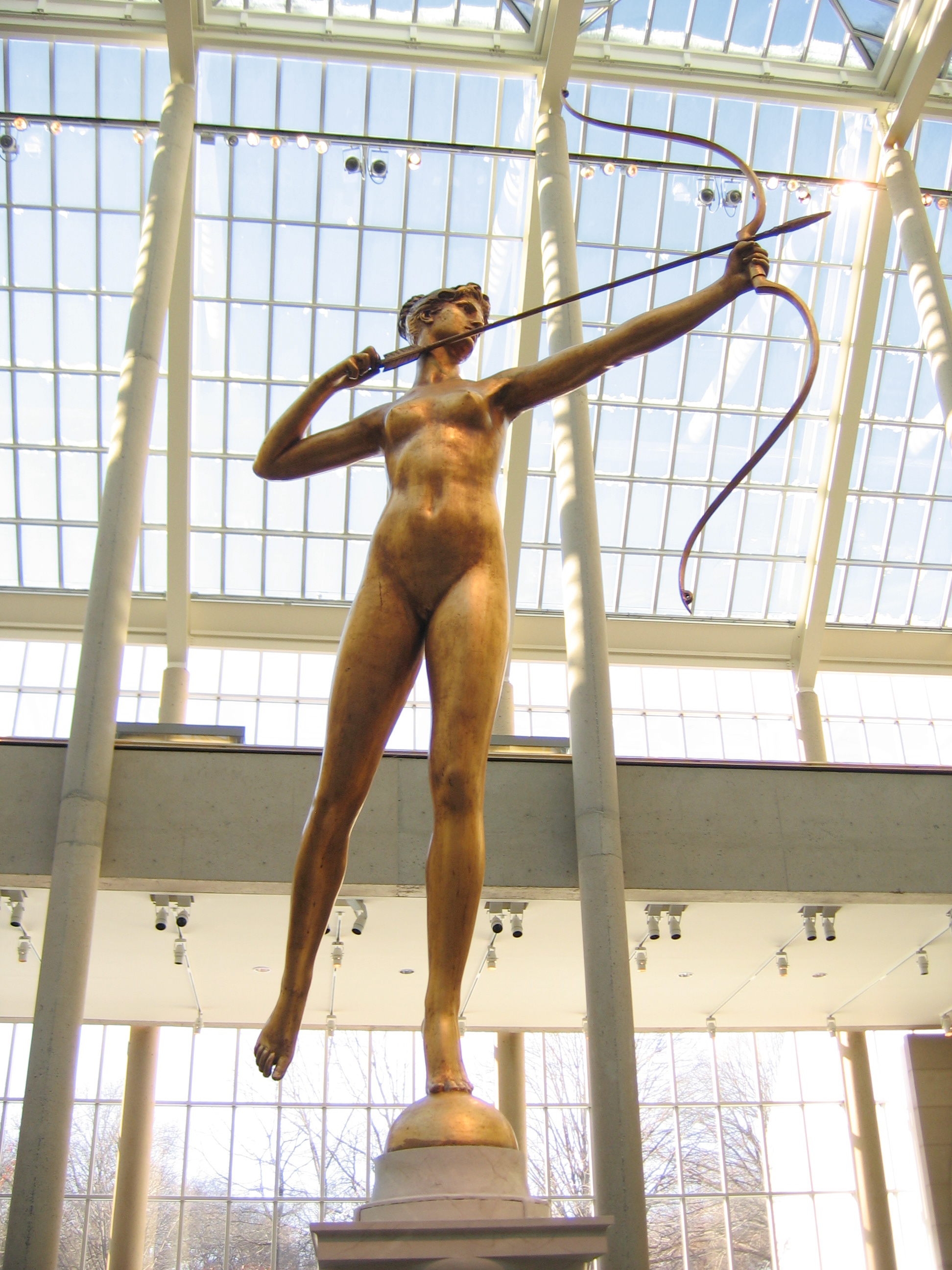
Diana, de Augustus Saint-Gaudens. (Metropolitan Museum of Art, New York City).

### Articole conexe
- Double Eagle din 1933